# Weingartner Berg
Der Weingartner Berg ist eine ca. 467 m ü. NHN hohe, teils bewaldete Erhebung bei Pleinfeld im mittelfränkischen Landkreis Weißenburg-Gunzenhausen (Bayern). Der Name leitet sich vom frühneuzeitlichen, heute nicht mehr vorhandenen Weinanbau in der Region ab.

## Geographie

### Lage
Der Weingartner Berg liegt im Naturpark Altmühltal östlich des Pleinfelder Altorts unweit der Bundesstraße 2, über 600 Meter östlich und nordöstlich des Pleinfelder Siedlungsrands. Entlang der Westflanke befindet sich der Pleinfelder Gemeindeteil Kleinweingarten. Im Westen fällt der Berg steil nach unten in das Vorland der Weißenburger Alb, einem Seitental des Rezattals ab, auf der Ostseite geht der Berg in eine Hochebene über, auf der Kleinweingarten liegt. Der Arbach mit seinem schmalen Tal fließt an der West- und Südwestseite entlang. Auf dem Weingartner Berg befindet sich die Abschnittsbefestigung Burgstall.
Der Weingartner Berg ist von weiten Teilen Pleinfels sichtbar.

### Naturschutz
Auf dem Weingartner Berg liegen Teile des Landschaftsschutzgebiets Schutzzone im Naturpark Altmühltal (CDDA-Nr. 396115; 1995 ausgewiesen; rund 1.630 km² groß).

### Naturräumliche Zuordnung
Der Weingartner Berg gehört in der naturräumlichen Haupteinheitengruppe Fränkisches Keuper-Lias-Land (Nr. 11), in der Haupteinheit Mittelfränkisches Becken (113) und in der Untereinheit Nürnberger Becken mit Sandplatten (113.5) zum Naturraum Rother Sandplatten (113.50). Unweit südlich befindet sich das Vorland der Weißenburger Alb (110.32).

## Geschichte
Der Bereich des Berggipfels wurde während der Mittelsteinzeit den Jägern und Sammlern als Freilandstation genutzt. Es sind nur wenige Lesefunde bekannt: es wurden mehrere mittelsteinzeitliche Silices, eine Pfeilspitze aus Bronze sowie ein Fragment einer Figurine des Spätmittelalters gefunden. Später wurde auf dem Berggipfel eine kleine Burg errichtet, die sogenannte Abschnittsbefestigung Burgstall, über die heute nur wenig bekannt ist.